# Мітиці
Мітиці (англ. Meeteetse) — місто (англ. town) в США, в окрузі Парк штату Вайомінг. Населення — 309 осіб (2020).

## Географія
Мітиці розташований за координатами 44°9′10″ пн. ш. 108°51′39″ зх. д. / 44.15278° пн. ш. 108.86083° зх. д. (44.152891, -108.860971).  За даними Бюро перепису населення США в 2010 році місто мало площу 2,26 км², уся площа — суходіл.

## Демографія
Згідно з переписом 2010 року, у місті мешкало 327 осіб у 153 домогосподарствах у складі 94 родин. Густота населення становила 145 осіб/км².  Було 177 помешкань (78/км²).
Расовий склад населення:
| - 97,6 % — білих - 0,6 % — корінних американців - 0,6 % — чорних або афроамериканців |

До двох чи більше рас належало 0,6 %. Частка іспаномовних становила 1,8 % від усіх жителів.
За віковим діапазоном населення розподілялося таким чином: 20,8 % — особи молодші 18 років, 55,7 % — особи у віці 18—64 років, 23,5 % — особи у віці 65 років та старші. Медіана віку мешканця становила 51,3 року. На 100 осіб жіночої статі у місті припадало 107,0 чоловіків;  на 100 жінок у віці від 18 років та старших — 100,8 чоловіків також старших 18 років.
Середній дохід на одне домашнє господарство  становив 50 984 долари США (медіана — 45 341), а середній дохід на одну сім'ю — 67 730 доларів (медіана — 57 143). За межею бідності перебувало 3,8 % осіб, у тому числі 0,0 % дітей у віці до 18 років та 8,2 % осіб у віці 65 років та старших.
Цивільне працевлаштоване населення становило 142 особи. Основні галузі зайнятості: освіта, охорона здоров'я та соціальна допомога — 29,6 %, роздрібна торгівля — 14,8 %, будівництво — 12,0 %, мистецтво, розваги та відпочинок — 11,3 %.
За даними перепису 2000 року,
на території муніципалітету мешкало 351 людей, було 151 садиб та 94 сімей.
Густота населення становила 165,3 осіб/км². Було 188 житлових будинків.
З 151 садиб у 27,2% проживали діти до 18 років, подружніх пар, що мешкали разом, було 56,3 %,
садиб, у яких господиня не мала чоловіка — 4,6 %, садиб без сім'ї — 37,1 %.
Власники 32,5 % садиб мали вік, що перевищував 65 років, а в 15,9 % садиб принаймні одна людина була старшою за 65 років.
Кількість людей у середньому на садибу становила 2,32, а в середньому на родину 3,00.
Середній річний дохід на садибу становив 29 167 доларів США, а на родину — 31 953 доларів США.
Чоловіки мали дохід 21 250 доларів, жінки — 18 125 доларів.
Дохід на душу населення був 12 030 доларів.
Приблизно 5,8 % родин та 10,9 % населення жили за межею бідності.
Серед них осіб до 18 років було 11,6 %, і понад 65 років — 14,9 %.
Середній вік населення становив 40 років.